# Lento violento
Le lento violento, ou simplement lento, est un sous-genre de musique électronique ayant émergé à la fin des années 1990 en Italie et tout au début des années 2000, caractérisé par un faible tempo oscillant généralement entre 85 et 115 BPM. Il se caractérise également de lignes de kicks profonds orientés techno hardcore et hardstyle, accompagnés de voix et de samples axés acid.

## Histoire

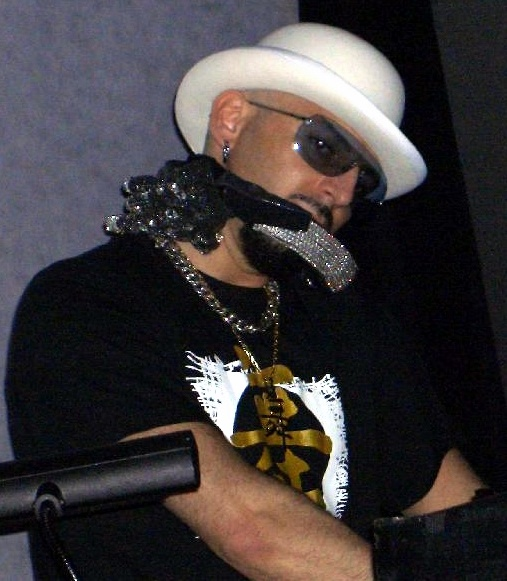
Gigi D'Agostino (2005), pionnier du genre.

Les origines stylistiques du lento violento, qui signifie littéralement « lent violent », peuvent être retracées à la fin des années 1990. Les toutes premières musiques notables qui peuvent actuellement être catégorisées dans ce genre s'intitulent Ibiza du disc jockey et producteur italien Ottomix (1998), et Enjoy du producteur italien Alex Castelli (1998). Cependant, le lento violento se démarque plus précisément dans les productions musicales de Gigi D'Agostino avec des singles tels que Le Serpent et Ripassa, et compilations musicales telles que Il Programmino di Gigi D'Agostino (2003) et At Altromondo, Vol. 2 (2004),. En 2007, D'Agostino, sous le nom de Lento Violento Man, fait paraître une compilation intitulée Lento violento, e altre storie..., qui a atteint la troisième place des classements musicaux italiens, et la 53e des classements musicaux autrichiens, et vendue à plus de 20 000 exemplaires. Elle suivra par la suite de la compilation Musica Che Pesta le 27 juillet 2007 qui, contrairement à son prédécesseur, n'atteindra aucun classement.
Par la suite, et à la suite du succès du genre prôné par D'Agostino, d'autres artistes s'essayent dans la création de musiques similaires. Ils incluent notamment DJ Pandolfi, DJ Maxwell, Daniele Mondello et Luca Noise. Dès lors, des compilations telles que Movimentolento commencent à paraître. De son côté en 2009, le producteur Technoboy, mélange lento violento et hardstyle dans son titre The Undersound ; bien que le titre représente à la base un nouveau genre appelé « undersound », le terme « lento » est toujours occasionnellement utilisé pour décrire des musiques hardstyle. Technoboy continue l'usage de motifs similaires dans ses musiques comme Catfight, et le titre MF Point of Lento de Brennan Heart et Headhunterz prône explicitement Technoboy comme pionnier du genre.